# Scleroconcha ochotensis
Scleroconcha ochotensis is een mosselkreeftjessoort uit de familie van de Philomedidae. De wetenschappelijke naam van de soort is voor het eerst geldig gepubliceerd in 1978 door Chavtur.